# City of Brussels
Die City of Brussels war ein 1869 in Dienst gestelltes Passagierschiff der britischen Reederei Inman Line (Liverpool, New York & Philadelphia Steamship Company), das im nordatlantischen Passagier- und Frachtverkehr zwischen Queenstown und New York im Einsatz war. Am 7. Januar 1883 sank das Schiff in der Mündung des River Mersey nach der Kollision mit einem Frachtschiff. Beim Totalverlust des Schiffes kamen zehn Menschen ums Leben.

## Das Schiff
Das aus Eisen konstruierte Schiff wurde 1869 in der Werft Tod and MacGregor am Meadowside in Glasgow als kombiniertes Passagier- und Frachtschiff für den Dienst auf dem Nordatlantik gebaut. Der Stapellauf fand am 10. August 1869 statt. Das Schiff wurde von der Reederei im Oktober desselben Jahres übernommen. Es war 118,85 Meter lang und 12,30 Meter breit. Die City of Brussels war das erste Linienschiff auf dem Nordatlantik mit einer dampfbetriebenen Rudermaschine. 1872 wurde ein zusätzliches Promenadendeck aufgebaut. Der Hauptantrieb bestand ursprünglich aus einer horizontalen Trunkkolbenmaschine. Diese wurde 1876 durch eine Verbunddampfmaschine ersetzt.

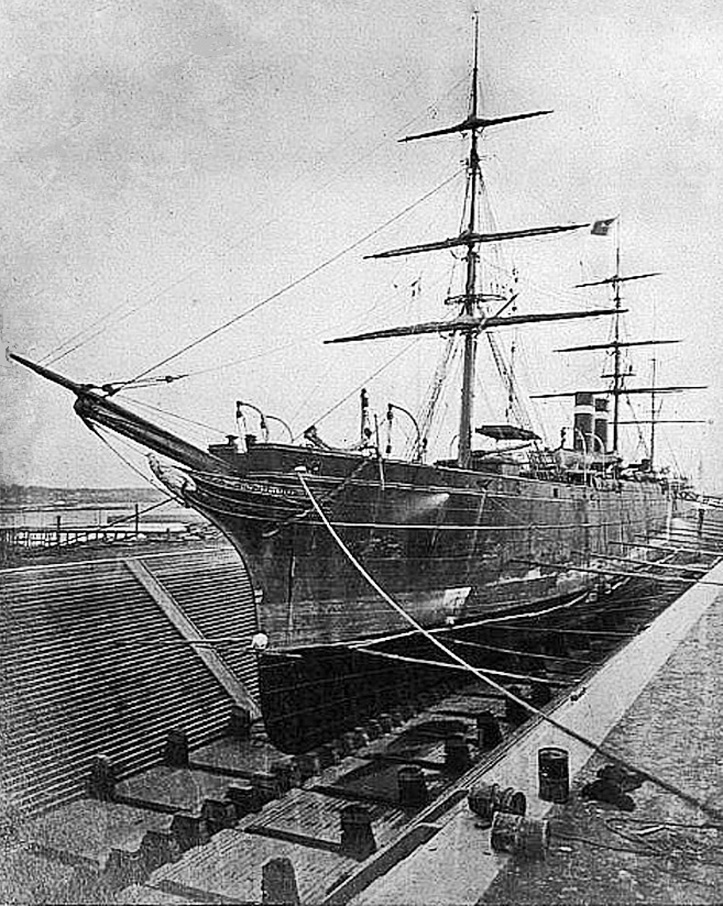
Die City of Brussels im Trockendock (1869)

Die Schiffe der Traditionsreederei waren daran zu erkennen, dass alle Namen mit dem Präfix „City of ...“ begannen. Sie hatten einen Klippersteven, mit dem sie fast wie reine Segelschiffe wirkten. Für die Reederei war der Einsatz der City of Brussels ein voller Erfolg, erwarb sie doch bereits auf ihrer zweiten Atlantikreise in östlicher Richtung das für die damalige Zeit prestigeträchtige Blaue Band. Dabei war sie das erste Schraubenschiff, das diesen Titel errang, zusätzlich war sie jedoch als Dreimast-Bark getakelt. Die City of Brussels hatte Platz für 200 Passagiere der Ersten Klasse und 600 Passagiere der Dritten Klasse.

## Der Untergang
Am Donnerstag, dem 28. Dezember 1882 legte die City of Brussels zu einer weiteren Atlantiküberquerung nach Queenstown und Liverpool ab. Am Sonntag, dem 7. Januar 1883 erreichte sie gegen 06.00 Uhr morgens das Feuerschiff an der Mündung des Mersey auf ihrem Weg in den Hafen von Liverpool. In Queenstown (Irland) waren bereits die ersten Passagiere von Bord gegangen. Es herrschte so dichter Nebel, dass Kapitän Frank S. Land die Fahrt zunächst nicht fortsetzen, sondern in der Nähe des Feuerschiffs warten wollte. Das Schiff trieb nun in der leichten Strömung. Das Nebelhorn ertönte in regelmäßigen Abständen und überall auf dem Schiff waren Ausgucke postiert. Land, der Zweite und Vierte Offizier und der Lotse hielten Wache auf der Brücke.
Nach Angaben von Kapitän Land lag die City of Brussels 41 Minuten gestoppt da, als sowohl an Steuerbord als auch an Backbord das Geräusch von Schiffspfeifen vernommen wurde. Er nahm an, dass es sich um zwei verschiedene Schiffe handelt, die einander parallel passieren würden. Stattdessen tauchten plötzlich an Steuerbord weiße Lichter auf, und eineinhalb Minuten später, etwa gegen 07.00 Uhr morgens, kam es zur Kollision.
Die City of Brussels wurde an der Steuerbordseite ihres Bugs von dem 2.691 BRT großen Frachtschiff Kirby Hall der Reederei Hall Line getroffen, welches in Glasgow zu seiner Jungfernfahrt ausgelaufen war. Einige Passagiere der City of Brussels erwachten, erkannten zunächst aber keine Anzeichen von Gefahr. Erst nach einiger Zeit wurden Passagiere und Mannschaft zu ihren Bootsstationen gerufen. Die Rettungsboote wurden ordnungsgemäß bemannt und zu Wasser gelassen; außerdem wurden Rettungsbojen verteilt. Kapitän Land ließ zudem das Leck mit einem Lecksegel abdecken. Nach Angaben von Augenzeugen verlief die Evakuierung geordnet und es gab keine Anzeichen von Panik. Etwa 20 Minuten nach dem Zusammenstoß krängte die City of Brussels schwer und warf die wenigen noch an Bord verbliebenen Menschen ins Wasser.

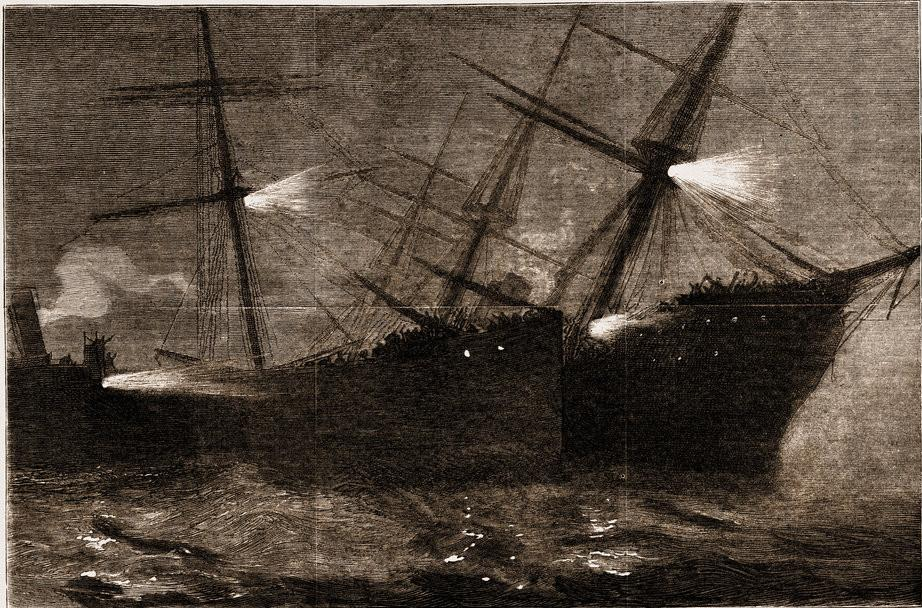
Zeitgenössische Illustration des Unfalls (1883)

Nachdem sich der Nebel lichtete, nahm die Kirby Hall sämtliche Überlebenden auf und brachte sie nach Liverpool. Der Kapitän, der Zahlmeister und die Offiziere wurden von Passagieren und Presse für ihr Verhalten gelobt. Es wurde ihrer Geistesgegenwart und ihrem Können zugeschrieben, dass die Zahl der Toten verhältnismäßig gering war. Zwei italienische Zwischendeckpassagiere und acht Besatzungsmitglieder, darunter der Zweite Offizier und der Schiffszimmermann, kamen ums Leben. Sämtliche Papiere und die Ladung gingen mit dem Schiff verloren, lediglich die Post überstand den Untergang, da diese bereit in Queenstown entladen worden war. Da der Schornstein und die Masten nach dem Untergang aus dem Wasser ragten und somit eine Gefahr für die örtliche Schifffahrt darstellten, wurden sie umgehend von Bergungstauchern entfernt. Der Rumpf wurde aufgegeben.